# Florin-Constantin Baranovschi
Florin-Constantin Baranovschi (n. 5 mai 1958) este un fost deputat român în legislatura 1990-1992, ales în județul Vrancea pe listele partidului FSN. În cadrul activității sale parlamentare, Florin-Constantin Baranovschi a fost membru în grupurile parlamentare de prietenie cu Canada, Republica Franceză-Adunarea Națională și Regatul Spaniei. 

## Legături externe
- Florin-Constantin Baranovschi Arhivat în 18 august 2016, la Wayback Machine. la cdep.ro